# Christian Andreas Besemann

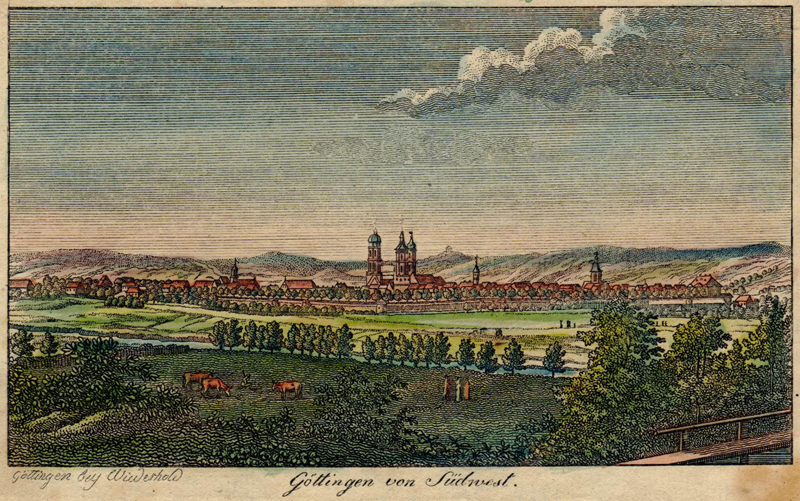
„Göttingen von Südwest“, 1791

Christian Andreas Besemann (* 5. August 1760 in Göttingen; † 25. Oktober 1818 ebenda) war ein deutscher Zeichner, Kupferstecher und Maler. Als Universitätszeichenmeister illustrierte er für die Professoren der Georgia Augusta zahlreiche wissenschaftliche Veröffentlichungen.

## Leben

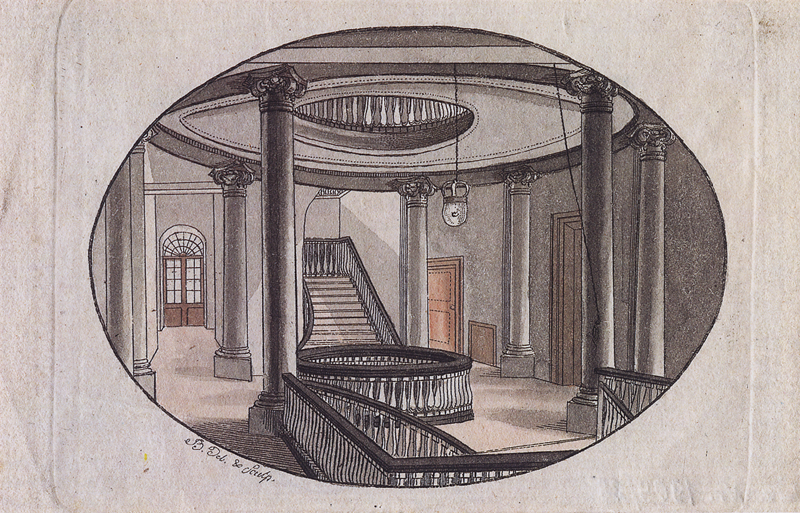
Treppenhaus im Accouchierhaus

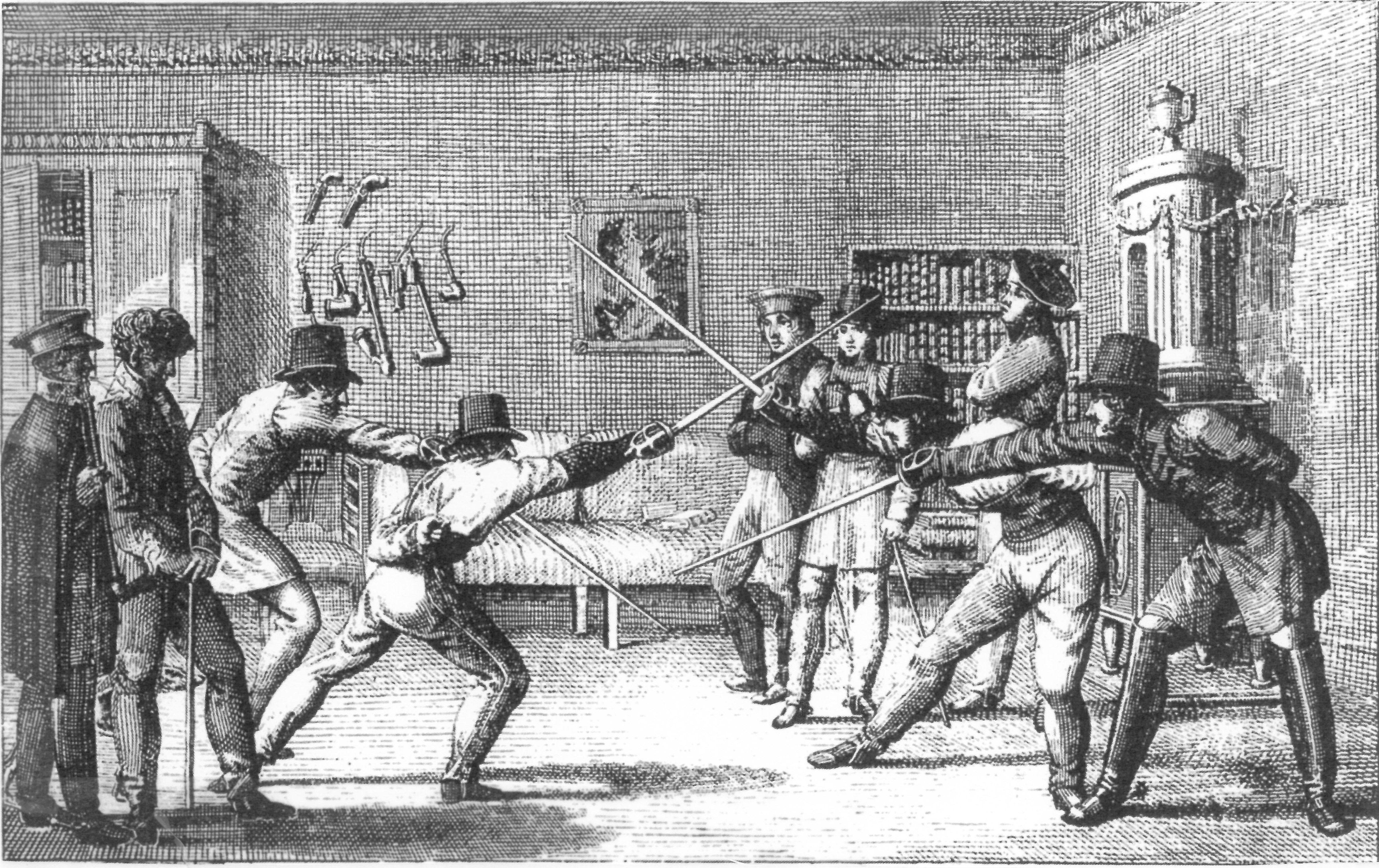
Studentisches Duell in Göttingen 1816

### Familie und Verwechslungen
Christian Andreas Besemann stammte aus einfachen Verhältnissen; er war der Sohn einer ledigen Wäscherin und eines Soldaten. 1796 heiratete er die Gastwirtstochter Caroline Juliana Weidner (1775–1825); das Paar hatte 10 Kinder, darunter die ebenfalls als Künstler in Göttingen tätigen Söhne Friedrich Besemann und Adolf Besemann. Bis zu den kunsthistorischen und biographischen Forschungen von Thomas Appel waren die familiären Verhältnisse in der Künstlerfamilie Besemann oft Anlass für Verwechslungen und Fehlzuschreibungen. Ungeklärt ist die Beziehung zu L. Besemann.

### Wirken
Besemann lernte in den 1770er Jahren bei den Göttinger Künstlern Leopold Mathieu und Philipp Reuß, ging dann auf Wanderschaft, kehrte nach Göttingen zurück und immatrikulierte sich 1789 an der Universität im Fach Mathesis, wegen Armut gratis. 1790 erschien sein erstes Ansichtenblatt. Als Pflanzenzeichner war er seit 1790 für die Botaniker Heinrich Adolf Schrader und Georg Franz Hoffmann sowie seit 1792 für Friedrich Benjamin Osiander, Direktor des Accouchierhauses Göttingen, als Zeichner anatomischer Präparate tätig. Für Osiander fertigte er bis 1806 über 150 Zeichnungen, Gouachen und Kupferstiche. 1806 erhielt er die Stelle eines Universitäts-Zeichenmeisters.
In Göttingen konkurrierten Christian Andreas Besemann und sein Sohn Friedrich mit dem etwa gleich alten Universitätskupferstecher Ernst Ludwig Riepenhausen.

### Werk
Abseits seiner Tätigkeit als Universitäts-Zeichenmeister schuf Christian Andreas Besemann als Radierer kleine Mappen, die er teilweise auch eigenhändig colorierte und die erstmals die Stadt Göttingen und die Landschaft der Umgebung zum Motiv hatten. So entstanden 1795 Ansichten von der Weser, bestehend aus sechs Blättern, und wohl zur gleichen Zeit Motive aus dem Harz. 1817 entstanden Neue Ansichten von Göttingen und Umgebung bestehend aus zwölf Blättern. Eine geschätzte Besonderheit waren die in der Manier von Johann Ludwig Aberli (Aberlische Manier) gehaltenen, zart aquarellierten Umrisskupfer.
Daneben besserte er sein Einkommen auf mit den ab 1800 besonders bei Studenten beliebten Stammbuchblättern, die ab 1770 durch den Göttinger Buchbinder und Drucker Johannes Carl Wiederhold (1743–1826) aufgekommen waren. Etwa 30 verschiedene Motive dieser kleinformatigen Stiche sind von ihm bekannt.